# 1110年代
1110年代（せんひゃくじゅうねんだい）は、西暦（ユリウス暦）1110年から1119年までの10年間を指す十年紀。

## できごと
- 1111年 - ハインリヒ5世、神聖ローマ皇帝となる。
- 1115年 - 女真族の完顔阿骨打が金を建国。